# Jørgen của Đan Mạch
Jørgen của Đan Mạch (tiếng Đan Mạch: Jørgen af Danmark; tiếng Anh: George of Denmark; tiếng Đức: Georg von Dänemark; 2 tháng 4 năm 1653 – 28 tháng 10 năm 1708) là Công tước xứ Cumberland và là phối ngẫu nước Anh từ năm 1702 - 1708 với tư cách là chồng của Nữ vương Anne.
Khác với hai phối ngẫu nam của hai vị Nữ vương tiền nhiệm Mary I và Mary II của Anh, Jørgen không đòi hỏi phải được tước vị đăng đối với vợ và phục vụ như một thần tử với tước vị Công tước xứ Cumberland.